# Liste der Naturdenkmale im Amt Altenpleen
Die Liste der Naturdenkmale im Amt Altenpleen nennt die Naturdenkmale im Amt Altenpleen im Landkreis Vorpommern-Rügen in Mecklenburg-Vorpommern.

## Altenpleen
In diesem Ort sind keine Naturdenkmale bekannt.

## Groß Mohrdorf
In diesem Ort sind keine Naturdenkmale bekannt.

## Klausdorf
| Bild | Nr.  | Bezeichnung | Standort                                                    | Beschreibung | Schutzzweck | Verordnung |
| ---- | ---- | ----------- | ----------------------------------------------------------- | ------------ | ----------- | ---------- |
| BW   | 47/1 | Sommerlinde | Klausdorf Gutspark (west) (54° 24′ 22,3″ N, 13° 0′ 59,8″ O) |              |             |            |
| BW   | 47/2 | Sommerlinde | Klausdorf Gutspark (ost) (54° 24′ 23″ N, 13° 1′ 3,7″ O)     |              |             |            |
| BW   | 47/3 | Rotbuche    | Klausdorf Gutspark (nord) (54° 24′ 24,8″ N, 13° 0′ 59,8″ O) |              |             |            |

## Kramerhof
| Bild | Nr.        | Bezeichnung           | Standort                         | Beschreibung                                                                                             | Schutzzweck | Verordnung                                                           |
| ---- | ---------- | --------------------- | -------------------------------- | --- | ----------- | -------------------------------------------------------------------- |
| BW   | fnd_vr_047 | Klein-Kordshäger Moor | (54° 19′ 14,5″ N, 13° 1′ 0,5″ O) | Fläche 3 ha. Erste Festsetzung 1989, wertvolles Biotop, wertvolle Pflanzenart(en), wertvolle Tierart(en) |             | Beschluss des Rates des Kreises Stralsund Nr. 46-7/89 vom 06.04.1989 |

## Preetz
| Bild | Nr.        | Bezeichnung              | Standort                           | Beschreibung                                                                                             | Schutzzweck | Verordnung                                                           |
| ---- | ---------- | ------------------------ | ---------------------------------- | --- | ----------- | -------------------------------------------------------------------- |
| BW   | fnd_vr_044 | Ackersoll bei Krönnevitz | (54° 20′ 21,5″ N, 12° 58′ 33,6″ O) | Fläche 3 ha. Erste Festsetzung 1989, wertvolles Biotop, wertvolle Pflanzenart(en), wertvolle Tierart(en) |             | Beschluss des Rates des Kreises Stralsund Nr. 46-7/89 vom 06.04.1989 |

## Prohn
| Bild | Nr.  | Bezeichnung | Standort                                    | Beschreibung | Schutzzweck | Verordnung |
| ---- | ---- | ----------- | ------------------------------------------- | ------------ | ----------- | ---------- |
| BW   | 69/1 | Winterlinde | Sommerfeld (54° 22′ 5,2″ N, 13° 0′ 22,7″ O) |              |             |            |